# 국민생디칼리슴
국민생디칼리슴(스페인어: national-syndicalisme)은 통합국민주의와 생디칼리슴이 혼합된 이념이다. 국민생디칼리슴은 프랑스에서 발생하여 이탈리아, 에스파냐, 포르투갈로 전파되었다.
프랑스의 국민생디칼리슴은 조르주 소렐의 혁명적 생디칼리슴을 샤를 모라스의 악시옹 프랑세즈 통합국민주의적 군주주의 이념과 결합시킨 것이다. 타국으로 전파된 국민생디칼리슴은 이탈리아의 파시즘, 에스파냐의 팔랑헤주의 등 다양한 변종으로 파생되었다.

## 같이 보기
- 협동조합주의
- 파시즘
- 생디칼리슴
- 원시 파시즘
- 팔랑헤주의
- 국가자본주의
- 제3의 위치
- 국민생디칼리슴 공세평의회